# Ivan Gavrilovič Alexandrov
Ivan Gavrilovič Alexandrov (rusky Иван Гаврилович Александров, 1. září 1875, Moskva – 2. května 1936 Moskva) byl ruský a sovětský vědec v oboru vodní energetiky, akademik. Byl členem Komise pro elektrifikaci Ruska GOELRO a proslul jako autor projektu vodního díla Dněproges.

## Životopis
Narodil se 1. září 1875 v Moskvě v rodině lékaře. Během studia na reálném gymnáziu si přivydělával hodinami doučování, před přijetím na vysokoškolská studia pracoval jako zámečník dva roky. Široký záběr zájmů a činností později využil v projektování složitých systémů. Po absolvování Institutu inženýrů dopravních spojů v Moskvě v roce 1901 pracoval na projektu železnice Orenburg – Taškent a projektech mostů, Finského přes Něvu, Borodinského přes Moskvu a mostu přes Volhu u Starici. V roce 1912 se při projektování zavlažování v povodí Syrdarji seznámil poprvé s vodní problematikou, u které už natrvalo zůstal.

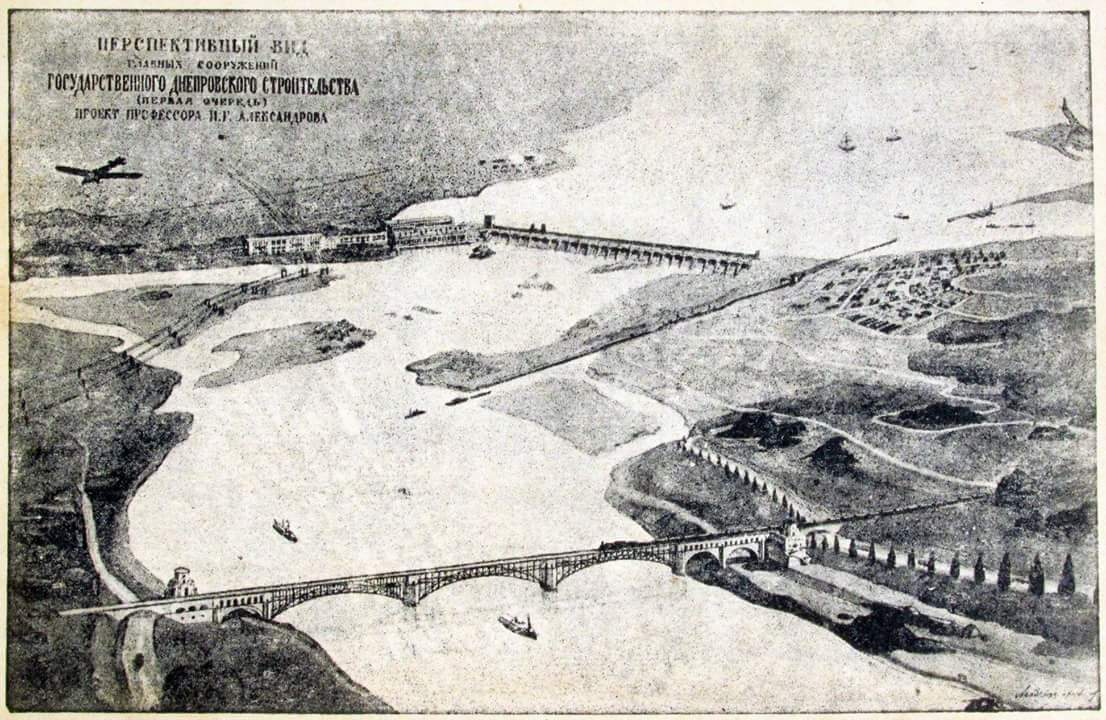
Plán z projektu Dněprogesu I.G.Alexandrova

### Dněproges
Světové uznání Alexandrovovi přinesl projekt vodního díla Dněproges, na němž začal pracovat v roce 1920. Od roku 1905 vzniklo celkem 16 projektů na využití energetického potenciálu Dněpru s navrhovaným počtem od dvou do čtyř přehrad. Ekonomicky nejvýhodnější projekt navrhl Genrich Osipovič Graftio a jeho řešení se dostalo do výběrového popředí. Alexandrovův návrh jediné vysoké přehrady byl zvolen díky sebevědomí, které u vedení SSSR vyvolal úspěch první fáze GOELRO. V roce 1926 byla uvedena do provozu elektrárna Volchov, která výkonem zaujala jedno z čelních míst v Evropě. Autor tohoto projektu G. O. Graftio byl pověřen dalším pokračováním elektrifikace Severozápadu a pracoviště na březích Dněpru se začala odvíjet podle velkolepého plánu Alexandrova, který posunul SSSR na světovou špičku vodní energetiky.

### Kamyšinská přehrada
V roce 1931 vysušující větry zničily úrodu v dolním Povolží. V roce 1932 byl dostavěn Dněproges a Alexandrov se stal řádným členem Akademie věd SSSR. Pozornost plánovací komise se obrátila k Volze, a to s požadavky energetickými i vodohospodářskými. Dostavba Dněprogesu byla obrovským úspěchem sovětské vlády spolu s dostavbou Bělomořského kanálu. Pozornost k Volze se tak upnula při oprávněném sebevědomí, a to spolu s uvolněním obrovské pracovní síly. Akademik Alexandrov byl pověřen výběrem návrhů pro projekt vodního díla na Volze. Jeho výběr již byl ovlivněn gigantománickou atmosférou doby. Přehrada měla deset kilometrů pod sídlem Kamyšin vzedmout hladinu Volhy o 24 metrů. Část průtoku měla poskytnout elektrický výkon 1,8 až 2 tisíce MW, část se měla přelévat koryty přítoků do zavlažované plochy 4,3 milionu hektarů.
Projekt, který by byl katastrofou pro Kaspické jezero, naštěstí začal vykazovat příznaky katastrofy i pro státní rozpočet. Když 2. května 1936 v Moskvě zemřel hybný motor projektu, akademik Alexandrov, mohlo být potichu od projektu upuštěno.